# Tekst
Tekst (Текст) è un film del 2019 diretto da Klim Šipenko.

## Trama
Il film racconta di un uomo, Il'ja Gorjunov, che è finito dietro le sbarre con una falsa accusa. Una volta fuori, si rende conto che non è più possibile tornare alla sua vita precedente, di cui aveva tanta nostalgia, e decide di vendicarsi dell'uomo a causa del quale è finito in prigione. Come risultato del loro incontro, Il'ja viene in possesso dello smartphone dell'autore del reato e attraverso una serie di messaggi prende gradualmente il suo posto.